# Aeroportul Marianske Lazne
Aeroportul Marianske Lazne (IATA: MKA, ICAO: LKMR) este un aeroport din Chotěnov-Skláře⁠(d), Mariánské Lázně, Cheb, Karlovy Vary, Cehia ce deservește zona Mariánské Lázně.
Situat la o altitudine de 539 m, aeroportul dispune de 1 pistă.

## Infrastructură

### Piste
Aeroportul dispune de o singură pistă. Pista 15/33 are suprafața de Iarbă și dimensiunile 1.035 m × 50 m. 